# RedEngine
Le REDengine est un moteur de jeu créé par CD Projekt en 2011.
Il remplace le Aurora Engine que CD Projekt Red avait précédemment licencié de BioWare pour le développement de The Witcher,.
REDengine est portable sur les plateformes 32 bits et 64-bit logiciels et fonctionne sous Windows. REDengine a été utilisé pour la première fois dans The Witcher 2: Assassins of Kings sur Windows. REDengine 2, une version mise à jour du REDengine utilisé dans The Witcher 2, fonctionne également sous Xbox 360 et sur OS X et Linux, cependant ces ports ont été réalisés à l'aide d'une couche de compatibilité similaire à Wine. REDengine 3 a été conçu exclusivement pour une plateforme 64-bit logicielle, et fonctionne également sous PlayStation 4, Xbox One, et Nintendo Switch.
REDengine 2 utilisait des middleware tels que Havok pour la physique, Scaleform GFx pour l'interface utilisateur, et FMOD pour l'audio.
En 2022, CD Projekt RED a annoncé l'abandon du REDengine au profit de l'Unreal Engine 5, une transition motivée par le souhait de faciliter le développement simultané de plusieurs projets, notamment le prochain opus de The Witcher et de la suite de Cyberpunk 2077, ainsi que d'autres titres en préparation tels que le projet Hadar. Ce changement vise également à simplifier le partage de technologies entre les équipes internes tout en bénéficiant du soutien technique fourni par Epic Games,.

## Jeux
| Titre                                              | Année       | Plateforme(s)                                                                                      |
| REDengine 1                                        | REDengine 1 | REDengine 1                                                                                        |
| -------------------------------------------------- | ----------- | -------------------------------------------------------------------------------------------------- |
| The Witcher 2: Assassins of Kings                  | 2011        | Microsoft Windows, OS X                                                                            |
| REDengine 2                                        |             | |
| The Witcher 2: Assassins of Kings Enhanced Edition | 2012        | Microsoft Windows, Xbox 360, OS X, Linux                                                           |
| REDengine 3                                        |             | |
| The Witcher 3: Wild Hunt                           | 2015        | Microsoft Windows, PlayStation 4, Xbox One, Nintendo Switch , PlayStation 5, Xbox Series           |
| REDengine 4                                        |             | |
| Cyberpunk 2077                                     | 2020        | Microsoft Windows, PlayStation 4, Xbox One, PlayStation 5, Xbox Series, GeForce Now, Google Stadia |